# Catarhoe bulgariata
Catarhoe bulgariata är en fjärilsart som beskrevs av Philip Miller. Catarhoe bulgariata ingår i släktet Catarhoe och familjen mätare. Inga underarter finns listade i Catalogue of Life.